# Perlinella
Perlinella és un gènere d'insectes plecòpters pertanyent a la família dels pèrlids.

## Alimentació
Les nimfes són carnívores i els quironòmids i d'altres invertebrats formen la base de llur dieta.

## Hàbitat
En els seus estadis immadurs són aquàtics i viuen a l'aigua dolça, mentre que com a adults són terrestres i voladors.

## Distribució geogràfica
Es troba a Nord-amèrica: els Estats Units i el Canadà.

## Taxonomia
- Perlinella drymo (Newman, 1839)
- Perlinella ephyre (Newman, 1839)
- Perlinella zwicki (Kondratieff, Kirchner & Stewart, 1988)[7][8][9][10][11][12]